# Резуто, Дмитрий Миронович
Дмитрий Миронович Резуто (9.9.1913 — 23.9.1976) — участник партизанской борьбы на Украине и в Чехословакии, командир партизанской бригады.

## Биография
Родился 9 сентября 1913 года в Киеве в семье рабочего-железнодорожника. Украинец. Член КПСС с 1943 года.
В 1935 году призван в ряды Красной Армии. В 1939 году окончил Киевское танкотехническое училище. В боях Великой Отечественной войны с июня 1941 года. В составе войск Юго-Западного фронта сражался за родной Киев. Попав в окружение, присоединился к партизанам из соединения А. Ф. Фёдорова.
Так началась партизанская жизнь Д. М. Резуто. Как человека, разбирающегося в технике, его направили в диверсионную роту. Когда соединение после рейда остановилось на Волыни, перед его группой была поставлена важная задача — сорвать движение поездов на железной дороге Ковель — Сарны. Задание было не из лёгких: сверху дорога, проложенная в лесу, не просматривалась; на земле, у насыпи, через каждые сто метров были расположены огневые точки. Перед прохождением эшелонов усиленный патруль проверял каждую шпалу.
Несмотря на все это, на несколько месяцев движение на дороге было парализовано. Группа Д. М. Резуто пустила под откос 30 эшелонов, 15 из них он подорвал лично. Для усиления охраны гитлеровцы пустили по этой дороге патрульный бронепоезд. Толкая впереди себя платформы с балластом, он медленно двигался перед эшелонами, ведя огонь. Командование поручило лейтенанту Д. М. Резуто взорвать бронепоезд.
На рассвете он залёг с миной на самой насыпи. Стояла тишина. Вот над лесом взвилась ракета, а через несколько минут донёсся гул бронепоезда. Д. М. Резуто прижался к насыпи. Одна мысль: «Заметят или нет?» Вот уже возле него гудят колёса балластных платформ. Теперь за дело. Бросок — и мина летит под колёса. Молния взрыва. И темнота. Вражеский бронепоезд подорван. Спасло подрывника то, что взрывной волной его отбросило далеко от насыпи. В лесу, без сознания, его и подняли товарищи.
В 1944 году гитлеровцы откатывались на запад. Партизанское соединение, громя их с тыла и флангов, продвигалось к Бресту. Возле озера Тур авангардная группа партизан во главе с Д. М. Резуто окружила карательный батальон эсэсовцев. Двое суток длился кровопролитный бой. Никто из карателей не ушёл. В этом же районе 16 мая 1944 года партизаны соединились с передовыми частями советских войск. Через несколько дней Д. М. Резуто был отозван на учёбу в школу особого назначения при Украинском штабе партизанского движения.
Словацкая земля истекала кровью. Сюда по просьбе Центрального комитета компартии Чехословакии выбросился в августе 1944 года с группой десантников-парашютистов Д. М. Резуто. Он должен был помочь сформировать крупное партизанское соединение имени Яна Жижки и стать заместителем командира отряда по разведке и диверсии.
В отряд начали вливаться группы партизан разных национальностей. За короткое время интернациональный отряд значительно вырос. В феврале 1945 года из соединения Яна Жижки был выделен особый отряд имени Суворова под командованием Д. М. Резуто. Вскоре он начал боевые действия.
В Бановцы приехал со своим штабом военный министр обороны Словакии Фердинанд Чатлош. «Набожному» фашисту захотелось помолиться в местном монастыре. Партизаны устроили ему такую «всенощную», что вся свита и эскадрон охраны были полностью уничтожены, а Чатлошу случайно удалось бежать.
Западная Словакия становилась партизанским краем. Фашисты не могли смириться с этим. В горы был переброшен карательный отряд Отто Скорцени. Провокации, массовые расстрелы, выжженные сёла. В городах и сёлах висят объявления: «За голову командира партизан награда 50 000 марок!» В ответ партизаны-суворовцы разгромили карателей, а сам Скорцени бежал на Запад.
Весной 1945 года фашистское командование бросило на помощь карателям, окружившим партизанские отряды, свежую дивизию. Атаки не прекращались ни днём, ни ночью. Отряд таял. Капитан Д. М. Резуто принял решение: с боем вырваться из окружения. Ночью он ходил по лагерю и подбадривал людей. И они прошли. Вырвались из огневого кольца и 2 мая 1945 года обнимались с бойцами Красной Армии.
С 1 февраля по 2 мая 1945 года отрядом имени Суворова было убито 741 солдат и офицер противника, взято в плен 667 человек. Уничтожено: 52 автомашины, 4 моста, шахта, электростанция, склады.
Указом Президиума Верховного Совета СССР от 2 мая 1945 года за образцовое выполнение заданий командования в борьбе против немецко-фашистских захватчиков, проявленные при этом мужество и героизм и за особые заслуги в развитии партизанского движения Дмитрию Мироновичу присвоено звание Героя Советского Союза с вручением ордена Ленина и медали «Золотая Звезда».
После окончания Великой Отечественной воины Д. М. Резуто вернулся в Киев. Работал на руководящих хозяйственных постах. В 1963 году ушёл на пенсию. Скончался 23 сентября 1976 года.
Награждён двумя орденами Ленина, орденом Красного Знамени, орденом Отечественной войны 1-й степени, орденом Красной Звезды, медалями.